# Roland Rölker
Roland Rölker (* 1951 in Osnabrück) ist ein Historiker und Archivar.

## Leben
Roland Rölker wuchs in Osnabrück auf. Er unterrichtete 1979/80 als Sprachlehrer in Modena und 1984 als Lektor an der Universität Bologna. Rölker studierte Geschichte und Germanistik an den Universitäten Osnabrück und Münster. Von 1985 bis 1987 war er Mitarbeiter am Historischen Seminar der Universität Münster für das Forschungsprojekt über die Verwaltung von Städten Norditaliens im Mittelalter. 1989 promovierte Rölker dort bei Hagen Keller über „Adel und Kommune in Modena. Herrschaft und Administration im 12. und 13. Jahrhundert“. Von 1988 bis 1990 war er beim Staatsarchiv Osnabrück zur  Herausgabe des Urkundenbuchs des Stifts Börstel beschäftigt, gefolgt von einer Anstellung beim Hauptstaatsarchiv in Düsseldorf (1991–1994), wo er im Rahmen eines Projekts der Deutschen Forschungsgemeinschaft die Akten des Reichskammergerichts verzeichnete.
1996 und 1997 arbeitete Rölker als Archivar für das Europäische Parlament in Luxemburg in einem Projekt zur Organisation der Dokumente der Parlamentspräsidenten. Von 1997 bis 2002 war er bei der Europäischen Zentralbank und Europäischen Währungsinstitut, Frankfurt/Main als Archivar zuständig für die Organisation der historischen Bestände und die Einführung eines elektronischen Archivierungssystems. 2001 und 2002 hatte Rölker einen Lehrauftrag für Geschichte der Europäischen Integration an der Universität Frankfurt/Main.
.

## Schriften (Auswahl)
- Adel und Kommune in Modena. Herrschaft und Administration im 12. und 13. Jahrhundert (= Europäische Hochschulschriften, Reihe 3, Bd. 604) (= Dissertation Universität Münster 1989). Lang-Verlag, Frankfurt/Main 1994.
- (Mit Margarete Bruckhaus): Das Hauptstaatsarchiv Düsseldorf und seine Bestände, Bd. 9: Reichskammergericht. Teil 7: P – R; Teil 8: S – T;  Teil 9: U – Z und Nachträge. Siegburg 1995–1999.
- (Mit Werner Delbanco): Urkundenbuch des Stiftes Börstel (= Osnabrücker Urkundenbuch, Bd. 7). Osnabrück 1996.
- Ansichten von Andreas Riem zur Finanz- und Wirtschaftspolitik der europäischen Staaten. Ein Europäer aus der Pfalz. In: Karl H. L. Welker(Hrsg.) Dans Andreas Riem (1749–1814). (= Schriften der Siebenpfeiffer-Stiftung, Bd. 6), Stuttgart 1999, S. 119–131.